# Swedbank
Swedbank AB — один із найбільших банків Швеції, який здійснює операції також в країнах Скандинавії та Балтії. Заснований у 1997 році під назвою Föreningssparbanken, змінив назву на Swedbank у 2006 році. У Швеції банк співпрацює із близько шістдесятьма місцевими банками, більшість з яких — ощадні. Найбільшими власниками Swedbank є банки Folksam і Sparbanks-Gruppen, які є акціонерами Swedbank. Представлений відділеннями в Україні, Північній Європі, США, Китаї, Японії й Росії.
Акції банку включені в лістинги фондової біржі OMX Nordic Exchange у Стокгольмі в секторі компаній з високим рівнем капіталізації (Large Cap segment).
Центральний офіс знаходиться в Стокгольмі.

## Історія
Сьогодні Swedbank є комерційним банком, але його витоки походять з діяльності ощадних банків та кооперативних сільськогосподарських фондів. Історія банку, упродовж якої було злиттів і змін назв, бере свій початок з 1820 року, коли німець Едуард Людендорф заснував перший ощадний банк Швеції. У нинішньому вигляді банк був створений у 1997 році шляхом злиття Sparbanken Sverige з меншим Föreningsbanken. Незважаючи на свої назви, Sparbanken Sverige і Föreningsbanken були комерційними банками, але вони, у свою чергу, були створені в результаті попередніх злиттів між незалежними ощадними та кооперативними банками відповідно.
Упродовж 1990-х років банк придбав частку в Естонії, Латвії та Литві. У 1998 році його дочірнім підприємством зі стовідсотковою власністю став Hansabank, що працює в цих країнах.
У 2006 році банк змінив назву, а до осені і бренд, на Swedbank. Зміна також була впроваджена в країнах Балтії, і замість Hansabank тепер операції проводяться у всіх країнах під брендом Swedbank.
До цього назва Swedbank використовувалася на позначення інвестиційного підрозділу Sparbanken. Після зміни назви в 2006 році інвестиційна частина отримала назву Swedbank Markets, а 2010 року стала називатися Large Corporates & Institutions. Бізнес включає торгівлю цінними паперами, торгівлю з фіксованим доходом і валютою, корпоративні фінанси, а також проектне, експортне та корпоративне фінансування.
У 2007 році банк купив ТАС-Інвестбанк (сучасний RwS bank) в Сергія Тігіпка, проте через кілька років, у 2013 році продає цей банк і виходить з ринку України.

## Балтійська криза
Упродовж другої половини 2000-х років Swedbank став головним гравцем на балтійському ринку, і його звинувачували в тому, що він є одним із банків, прямо чи опосередковано відповідальних за довгострокову фінансову кризу в цих країнах через видавання безлічі позик — сумарно на 207 млрд SEK, — часто без серйозних вимог до безпеки. Дії Swedbank у Східній Європі в кількох випадках порівнювали з діями деяких американських банків під час банківської кризи там.

## Діяльність

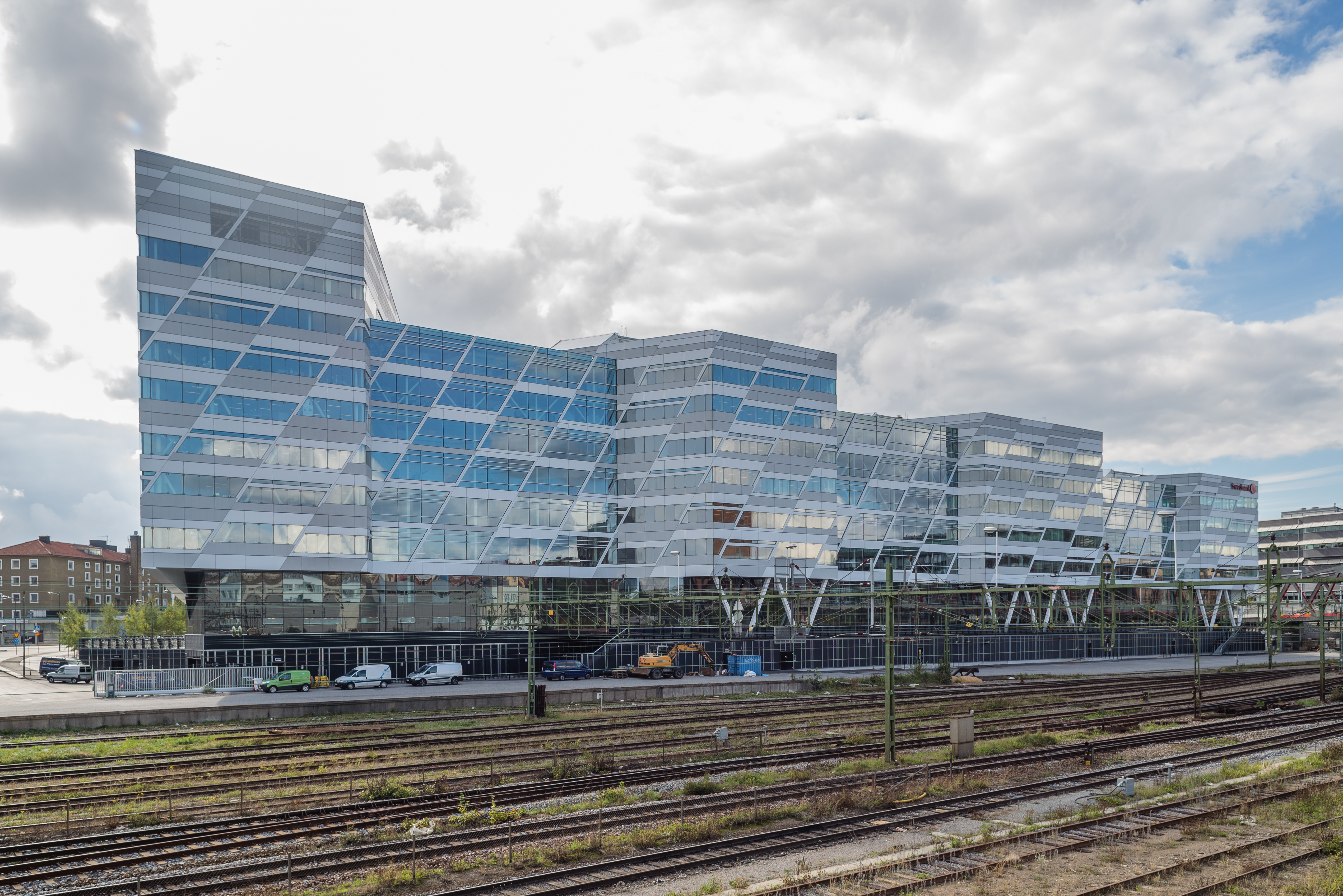
Головний офіс Swedbank за адресою 1, Landsvägen 50A, Сундбюберг

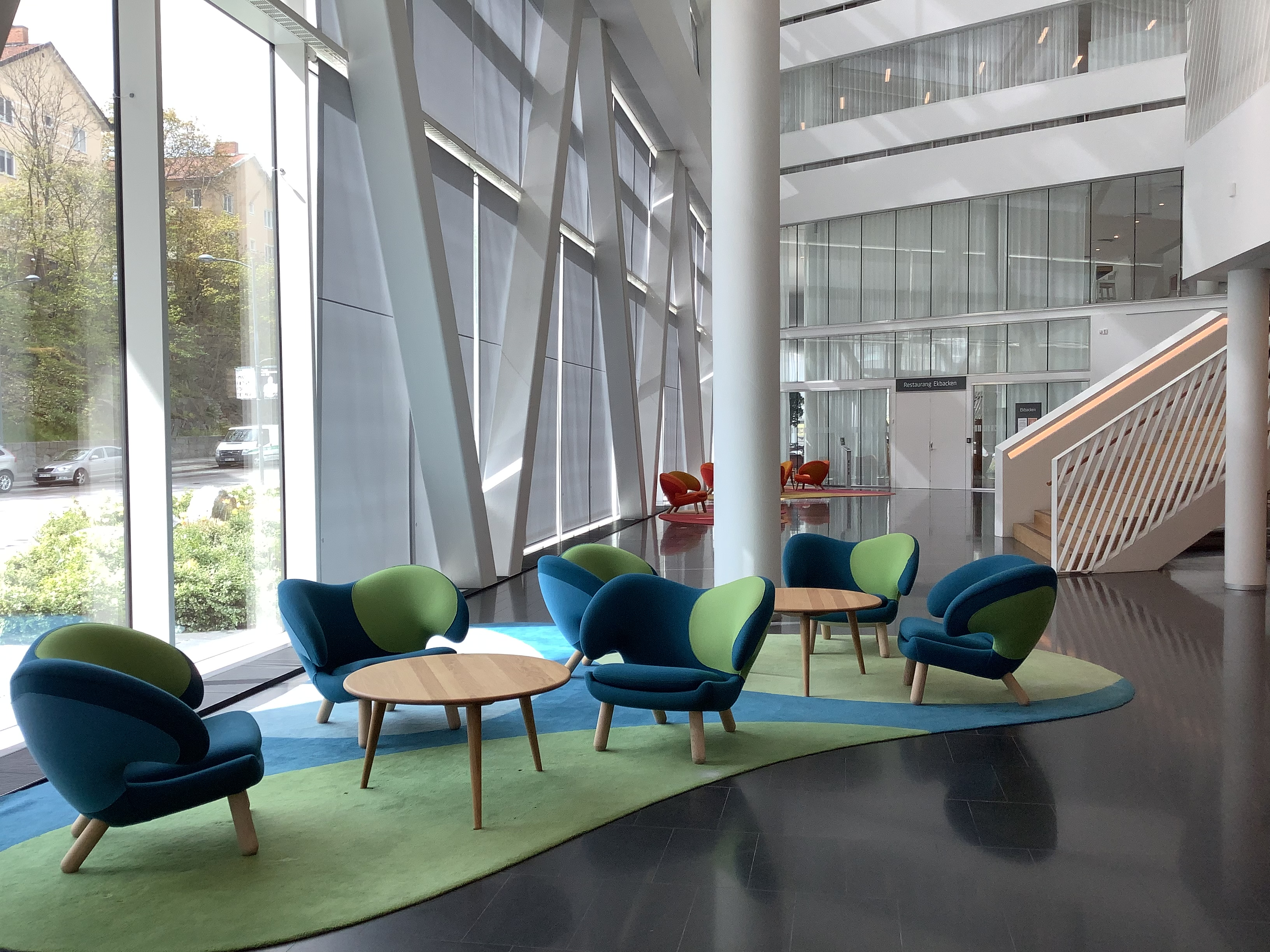
Вид на передпокій головного офісу Swedbank на Landsvägen 50A. На передньому плані — крісла Pelikan (1940) данського дизайнера інтер'єру Фіна Юля.

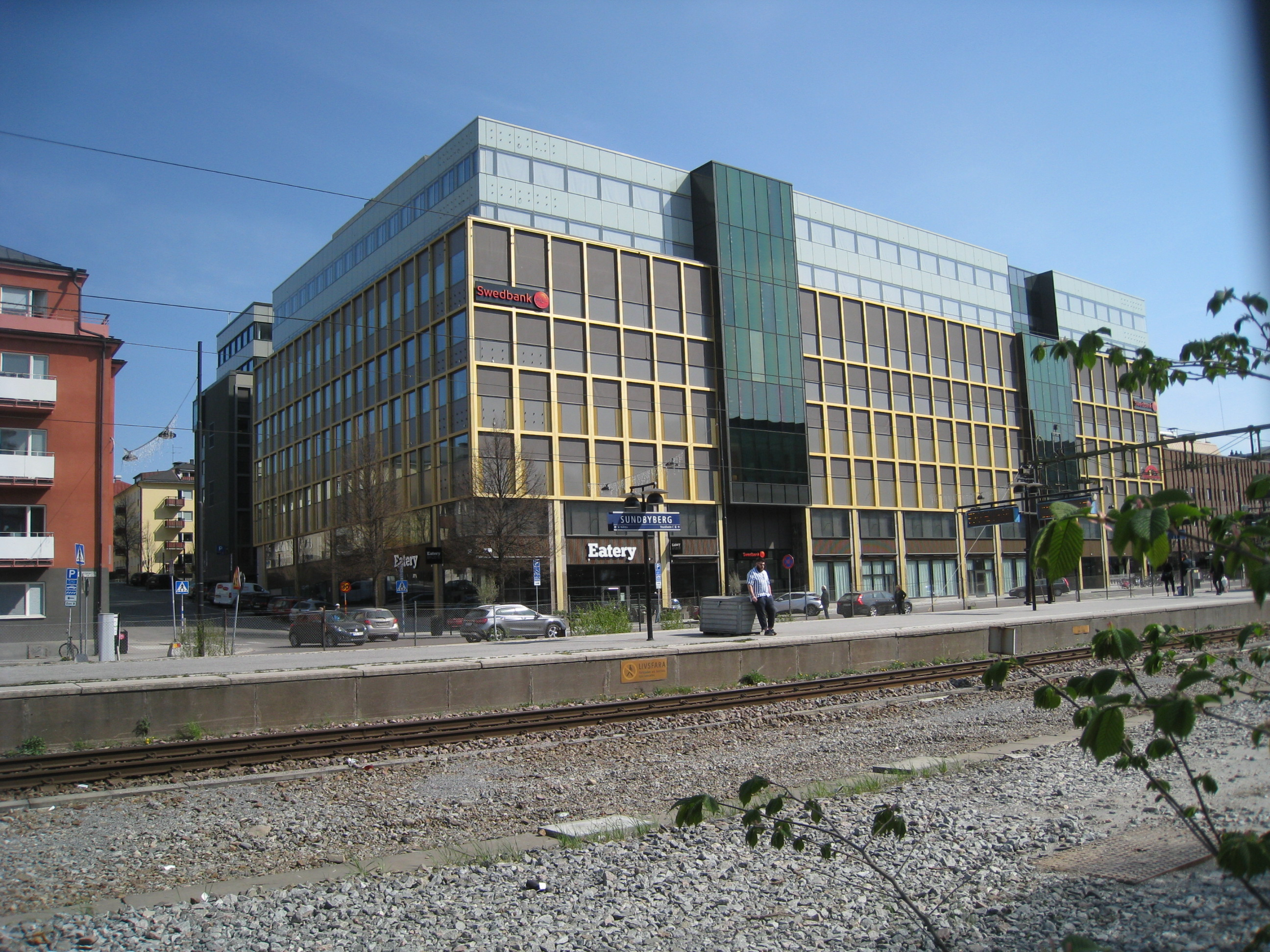
Головний офіс Swedbank за адресою 2, Järnvägsgatan 18, Сундбюберг

Swedbank має близько семи мільйонів приватних клієнтів і приблизно 550 000 корпоративних клієнтів у Швеції, Естонії, Латвії та Литві. Таким чином, Swedbank є банком з найбільшою кількістю клієнтів у Швеції та трьох країнах Балтії. Однак у приватному банкінгу він є меншим гравцем. Група має загалом 267 офісів у Швеції та країнах Балтії. Загальна сума активів склала 2 408 млрд шведських крон (31 грудня 2019 року).
У 2019 році компанія мала 16 327 співробітників. Swedbank має офіси в Гельсінкі, Копенгагені, Люксембурзі, Марбельї, Москві, Нью-Йорку, Осло, Йоганнесбурзі, Шанхаї та інших. Банк був визнаний Комерційним банком року у 2003, 2004, 2005 та 2009 роках.
З 2014 року головний офіс Swedbank розташований в офісі за адресою Cirkusängen 6 у Сундбюбергу.

## Технологічні збої та кризи
Упродовж останніх років Swedbank був у центрі кількох скандалів і технічних збоїв, що негативно вплинуло на репутацію банку. Нижче наведено добірку подій:
- 16 листопада 2010 року о 15:00 стався електронний збій, через який припинили роботу інтернет-банк, «клієнтські системи», телефонний банк та офіси. Державна агенція фінансового інспектування (Finansinspektionen) спостерігала й безпосередньо контактувала з банком під час аварії та заявила про необхідність переглянути ведення роботи банку, оскільки існують вимоги до готовності банків уникати таких інцидентів.[11]
- 27 жовтня 2011 року о 19 годині припинили роботу інтернет-банк, мобільний банк, банкомати Swedbank та карткові платежі.[12] 22:45 усі системи знову запрацювали.[13] Проблема полягала в тому, що оновлення того дня пішло не так.[13]
- 10 квітня 2014 року о 20:30 перестала працювати більшість послуг Swedbank, зокрема банкомати, карткові платежі, вебсайт та мобільний/телефонний/інтернет-банк.
- 2 червня 2015 року о 18:30 сталася аварія, внаслідок якої припинили роботу інтернет-банк, мобільний банк, банкомати та деякі карткові платежі. Збій стався через оновлення, яке пішло не так у другій половині дня.[14]
- 20 лютого 2019 року розслідувальна телепередача Uppdrag granskning звинуватила Swedbank в участі у широкомасштабному відмиванні грошей, особливо в країнах Балтії, що спричинило гостру кризу, включаючи різке зниження ціни акцій. Рада вирішила звільнити генерального директора Біргітте Боннесен, безпосередньо перед щорічними загальними зборами. Новим виконувачем обов'язків президента та генерального директора став Андерс Карлссон.
- 20 листопада 2019 року Uppdrag granskning заявила про підозру Swedbank'у у порушенні міжнародного права та санкцій США проти Росії після того, як було виявлено, що через Swedbank пройшли гроші від концерну Калашникова в Росії до Kalashnikov USA.
- 14 лютого 2020 року банк зазнав масштабного ІТ-збою, який призвів до виходу з ладу всіх послуг у банку, включаючи покупки картками, вебсайт та мобільний / інтернет-банкінг. У банку обіцяли компенсацію клієнтам, які зазнали фінансової шкоди, у звичному порядку.[15]
- У грудні 2020 року виникли технічні проблеми у зв'язку з оновленням ІТ-систем, що спричинило збої в роботі послуг банку з торгівлі цінними паперами. Клієнтів, які вважали, що вони втратили гроші в результаті того, що трапилося, просили подати скаргу до банку.[16]
- 1 листопада 2021 року банк заявив, що тривалі збої в роботі спричинять проблеми для клієнтів із входом в інтернет-банк, використанням платіжної системи Swish та здійсненням платежів картками.

## Спортивні споруди з назвою Swedbank
Існує кілька спортивних об'єктів, які носять або носили назву Swedbank:
- Friends Arena — футбольна арена в муніципалітеті Сульна. Банк дозволив назвати назвати арену фондові Friends.
- Swedbank Arena — хокейна арена в Ерншельдсвіку. Однак Swedbank вирішив не продовжувати своє володіння назвою, і замість цього арена отримала назву Fjällräven Center.
- Swedbank Park — футбольна арена у Вестеросі.
- Swedbank Stadium — футбольна арена в Мальме. Однак Swedbank вирішив не продовжувати угоду, коли термін її дії закінчився наприкінці 2017 року .

## Відношення до коледжів та університетів
Внаслідок дій Swedbank'у, з грудня 2015 року шведські університети були змушені повернутися до надсилання листів замість повністю електронної обробки заяв студентів та інформації про рахунки. Swedbank зажадав, щоб для участі у шведському проєкті електронної ідентифікації, Шведське податкове агентство припинило надавати Шведській університетській мережі даних (SUNET) доступ до служби Шведського податкового агентства «Мої повідомлення» для надсилання безпечної електронної пошти, оскільки таким чином університет надсилав інформацію користувачів на облікові записи електронної пошти студентів, що банк інтерпретував як конкуруючий бізнес до Bank-ID. Цей інцидент багато коментаторів використовують як аргумент на користь необхідності інших і різних рішень електронної ідентифікації, окрім Bank ID.

### Співпраця
Компанія є одним із учасників партнерської програми Стокгольмської школи економіки під назвою Partners для компаній, які сприяють фінансовому розвитку університету та тісно співпрацюють з ним у плані досліджень та освіти.